# 山田昌寛
山田 昌寛（やまだ まさひろ、1981年5月1日 - ）は、セパタクロー日本代表選手。氷取沢高等学校、日本体育大学体育学部卒業。日本代表インステップ・サーバー。和歌山県和歌山市生まれ。神奈川県横浜市出身。

## 経歴

### 国内
- 2001年 4月 - 日本体育大学に入学。セパタクローサークルに入部
- 2002年 4月 - 世界選手権の日本代表に初招集

- 2003年 8月 - 大阪オープン選手権大会-準優勝
- 2003年 8月 - 東京都大会-準優勝

- 2004年 1月 - 全日本学生選手権-3位
- 2004年 3月 - 北海道オープン選手権 -優勝
- 2004年 5月 - 新潟オープン選手権準優勝
- 2004年 5月 - 全日本学生オープン選手権優勝
- 2004年 9月 - 全日本学生選手権優勝
- 2004年10月 - 全日本選手権デビジョンB優勝

- 2005年 3月 - 北海道オープン選手権優勝

[大阪・スイタクロー所属]
- 2005年 8月 - 大阪オープン選手権準優勝

- 2006年 3月 - 北海道オープン選手権優勝
- 2006年 5月 - 新潟オープン選手権優勝
- 2006年 8月 - 大阪オープン選手権優勝
- 2006年 9月 - 全日本選手権3位

[株式会社イカイ・EPS所属]
- 2007年 3月 - 北海道オープン選手権優勝
- 2007年 9月 - 全日本選手権デビジョンA準優勝

- 2008年 3月 - 北海道オープン選手権優勝
- 2008年 5月 - 新潟オープン選手権
- 2008年 7月 - 全日本オープン選手権3位
- 2008年 7月 - 大阪オープン選手権準優勝
- 2008年10月 - 全日本選手権 優勝

[MSC武蔵野セパタクロークラブ所属]
- 2009年 3月 - 北海道オープン選手権　不参加
- 2009年 5月 - 新潟オープン選手権
- 2009年 7月 - 全日本オープン選手権 準優勝
- 2009年 8月 - 大阪オープン選手権　不参加
- 2009年11月 - 全日本選手権 優勝

- 2010年03月 - 北海道オープン選手権・3位
- 2010年05月 - 新潟オープン選手権・優勝
- 2010年07月 - 全日本オープン選手権 優勝

- 2011年05月 - 新潟オープン選手権・優勝
- 2011年10月 - 全日本オープン選手権・優勝
- 2011年11月 - 全日本選手権・優勝

- 2012年05月 - 北海道オープン選手権・3位
- 2012年10月 - 全日本オープン選手権・優勝
- 2012年11月 - 全日本選手権・優勝

- 2013年05月 - 新潟オープン選手権・優勝
- 2013年10月 - 全日本オープン選手権・優勝
- 2013年11月 - 全日本選手権・優勝

- 2014年05月 - 新潟オープン選手権・準優勝
- 2014年06月 - 全日本オープン選手権・優勝
- 2014年11月 - 全日本選手権・ 準優勝

- 2015年01月 - 全日本団体対抗選手権・優勝
- 2015年03月 - 北海道オープン選手権・3位

### 国際試合
- ◆海外戦績（ベスト8以下は省略）
- 2007年07月・22nd Kings Cup世界選手権・世界ベスト4
- 2007年08月・International GP・世界3位
- 2008年09月・23rd Kings Cup世界選手権・世界ベスト4
- 2009年07月・24th Kings Cup世界選手権・世界3位
- 2010年07月・25th Kings Cup世界選手権・世界3位
- 2010年11月・16th アジア競技大会in中国・広州 3位

## テレビ出演・取材等
- Media

◆テレビ出演・取材等
- 2005年08月・関西テレビ
- 2006年08月・毎日放送『せやねん!』
- 2007年06月・熱海新聞
- 2007年07月・静岡新聞
- 2007年08月・毎日新聞
- 2007年09月・アタミナビ
- 2007年10月・NHK静岡
- 2007年10月・SBSテレビ
- 2007年12月・テレビ東京「ポチタマ」
- 2008年01月・FM熱海「チャオ元気人いらっしゃい」
- 2008年02月・静岡朝日テレビ「湯けむり早春賦」
- 2009年11月・関西テレビ「蹴-kelu-」特番
- 2010年05月・テレビ神奈川　ニュースハーバー
- 2011年01月・FMカワサキ
- 2011年11月・UNO フォグバー みんなのヘアカタログモデル
- 2012年05月・UNO フォグバー 使い方モデル
- 2013年02月・ソラトニワ出演

## 講習会・イベント
- 2003年度日本体育大学実演会参加
- プーマカップ大阪大会
- 2006年11月～12月 日本工学院八王子専門学校イベント講師

- セパタクローエンターテイメント蹴-kelu-
- 2008～2009年 TEAM玄武 サーバー
- 2010年 TEAM朱雀 サーバー
- 2011年～ TEAM青龍 サーバー
- 2012年～ TEAM青龍 サーバー
- 2013年～ TEAM青龍 サーバー